# Christoph Graf Douglas
Christoph Archibald Ludwig Friedrich Graf Douglas (* 13. Juli 1948 in Konstanz; † 9. September 2016 in Braunschweig) war ein deutscher Kunsthistoriker und Kunsthändler.

## Leben
Der aus dem badischen Zweig des Clan Douglas (Line Douglas-Langenstein) stammende Christoph war der Sohn des Journalisten Ludwig Friederick Morton Graf Douglas und der aus der Schweiz stammenden Edith Ida Helene Straehl. Er wuchs anfangs auf dem großelterlichen Schloss Langenstein im Hegau auf und besuchte dort die Grundschule und anschließend ein humanistisches Gymnasium in Freiburg im Breisgau, wo er 1970 sein Abitur ablegte. Danach studierte er von 1971 bis 1975 Geschichte, Kunstgeschichte und Archäologie in Freiburg und Braunschweig. Im Anschluss an seine Promotion schrieb er über „Konstanzer Silber“. Douglas war verheiratet mit der Innenarchitektin Bergit Gräfin Douglas aus der Industriellenfamilie Oetker. Ihrer Ehe entstammten drei Kinder; Marie-Catherine Beatrice Felicitas (* 1985), Ludwig John Patrick (* 1986) und Leopold Hubertus (* 1989).
Bevor sich Douglas 1996 als Kunstberater in Frankfurt selbstständig machte, war er als langjähriges Vorstandsmitglied bei Sotheby’s Deutschland tätig. Er vermittelte Kunstgeschäfte unter anderem im Auftrag der Adelsfamilien der Welfen (2010, 44 Millionen Euro), der Thurn und Taxis (1993, 16 Millionen Euro) und des großherzoglichen Hauses Baden (1995, 39,7 Millionen Euro), aus dem er väterlicherseits abstammte. 2001 beriet er Jan A. Ahlers vom Modeunternehmen Ahlers beim Verkauf dessen Sammlung expressionister Kunstwerke (geschätzter Wert zwischen 50 und 100 Millionen Euro). Auch für die Stiftung Würth der gleichnamigen Unternehmerfamilie war er 2013 beim Ankauf der Darmstädter Madonna von Hans Holbein dem Jüngeren für 53 Millionen Euro tätig. Douglas’ Kunstberatung erlangte weitere Bekanntheit für die Vermittlung der Tagebücher des venezianischen Schriftstellers Giacomo Casanova an die Bibliothèque nationale de France und die Tagebücher von Alexander von Humboldt an die Stiftung Preußischer Kulturbesitz in Berlin.
Douglas war Mitglied im Verwaltungsrat der Zähringer Stiftung und Mitglied der „Salzburg Foundation“. Zudem war er 2007 Unterzeichner der Charta der Vielfalt. Er lebte auf seinem Landgut Dauenberg zwischen Eigeltingen und Reute im Hegau. 2014 kaufte er von seinem Cousin Axel Graf Douglas das Schloss Langenstein im Hegau.

## Veröffentlichungen
- mit Elisabeth von Gleichenstein: Gold und Silber aus Konstanz. Meisterwerke d. Goldschmiedekunst des 13.-18. Jahrhunderts. [Ausstellung im Rosgartenmuseum Konstanz 3. August – 29. September 1985]. Seekreis-Verlag, Konstanz 1985, ISBN 3-924246-07-6 (Dissertation).
- als Herausgeber: Corporate Collecting Corporate Sponsoring. Lindinger + Schmid, Regensburg 1994, ISBN 3-92997-008-2.
- mit Bernhard Prinz von Baden: Nur ein Blick auf Baden. Hirmer, München 2012, ISBN 3-77744-711-0.

## Rezeption
Swantje Karich von Die Welt bezeichnete Douglas 2015 als „Deutschlands wichtigsten Kunstberater“.
Rose-Maria Gropp von der Frankfurter Allgemeinen Zeitung erwähnte Douglas 2008 als „bedeutendsten Unterhändler und Vermittler der internationalen Kunstwelt“.